# Fantasia
Fantasia là một tác phẩm âm nhạc có nguồn gốc từ nghệ thuật ngẫu hứng vì vậy hiếm khi có các quy tắc chặt chẽ.

## Lịch sử
Thuật ngữ này lần đầu tiên được áp dụng cho âm nhạc trong suốt thế kỷ 16, ban đầu để đề cập đến vở nhạc kịch "ý tưởng" giàu trí tưởng tượng chứ không phải là một thể loại thành phần cụ thể. Việc sử dụng sớm nhất của nó như là một tiêu đề là trong bản thảo về nhạc cụ phím tiếng Đức từ trước 1520 và 1536 được tìm thấy trong các bản in từ Tây Ban Nha, Ý, Đức và Pháp. Ngay từ đầu, fantasia được sáng tác đặc biệt cho đàn luýt hay vihuela của Francesco Canova da Milano và Luis de Milán.

## Các nhà soạn nhạc nổi bật
- Francesco Canova da Milano
- Luis de Milán
- Johann Sebastian Bach
- Wolfgang Amadeus Mozart
- Franz Schubert